# Bielski-partizanen
De Bielski-partizanen (de officiële naam is diverse malen veranderd) was de grootste groep Joodse partizanen die vochten tegen de nazi's in Navahrudak en Lida in het hedendaagse Wit-Rusland. De groep werd geleid door de Bielski-familie.

## Geschiedenis
De Bielski-familie bestond uit boeren in Stankiewicze nabij Navahrudak, een gebied dat aan het begin van de Tweede Wereldoorlog in handen was van de Sovjets. Na het Duitse offensief tegen Navahrudak op 22 juni 1941, genaamd Operatie Barbarossa, werd de stad een getto.

### Formatie
De vier Bielski-broers Tuvia, Alexander Zisel (bijgenaamd "Zus"), Asael en Aharon wisten te ontkomen aan de nazi’s door het nabijgelegen Nalibokiwoud in te vluchten, nadat hun ouders en andere familieleden waren gedood in het getto in december 1941. Samen met 13 buren uit het getto vormden zij de kern van de groep partizanen.
De groepsleider was de oudste broer, Tuvia Bielski (1906 - 1987), een veteraan uit het Poolse leger en afkomstig uit de zionistische jeugdbeweging. Hij zond gezanten om te infiltreren in het getto om zo nieuwe leden te rekruteren voor de groep partizanen in het Nalibokiwoud. Honderden mannen, vrouwen en kinderen vonden hun weg naar het Bielski-kamp, dat in de hoogtijdagen bestond uit meer dan duizend bewoners, zowel strijders als niet-strijders.

### Organisatie
De partizanen woonden in ondergrondse hutten (zemlyanka's). Bovendien waren er verscheidene gemeenschappelijke bouwwerken, waaronder een keuken, een molen, een bakkerij, een badhuis, een veldhospitaal voor zieken en gewonden, en een quarantainehut voor hen die leden aan besmettelijke ziekten zoals vlektyfus. Kuddes koeien voorzagen hen van melk.
De Bielski-partizanen vervaardigden goederen, voerden reparaties uit en ondersteunden de strijders op logistiek vlak, later deden zij dat ook voor de Sovjetpartizanen die in de nabijheid verbleven. Meer dan honderd arbeiders werkten in de werkplaats. Kleermakers repareerden en maakten kleding. Schoenmakers en lederbewerkers repareerden en maakten nieuwe schoeisel, riemen, teugels en zadels. Een andere werkplaats, opgezet door Shmuel Oppenheim, repareerde beschadigde wapens en vervaardigde nieuwe uit reserve onderdelen. Een leerlooierij, gebouwd voor de productie van huid voor schoenlappers en lederwerkers werd een de facto synagoge omdat veel leerlooiers devote chassidim waren. Timmerlieden, hoedenmakers, barbieren, klokkenmakers dienden hun eigen gemeenschap en dier gasten. De vele kinderen in het kamp kregen ook onderwijs. Het kamp had zelfs een eigen gevangenis en een rechtbank.

### Activiteiten
De activiteiten van de Bielski-partizanen waren gericht op de nazi’s en hun sympathisanten in het gebied, zoals politieagenten en inwoners die Joden hadden verraden of vermoord. Het naziregime loofde een beloning uit van 100.000 Reichsmark voor wie Tuvia Bielski kon uitleveren of wie de nazi’s wist te helpen hem te vinden. In 1943 werd zelfs een groot offensief gevoerd door de nazi’s tegen alle partizanen in het gebied. Sommige van deze groepen leden zeer onder het brute geweld, maar de Bielski-partizanen trokken dieper het woud in naar zeer afgelegen gebied; alwaar zij nog altijd bescherming boden aan hen die voor de nazi’s op de vlucht waren.
De Bielski-partizanen werkten nauw samen met de Sovjetpartizanen in de omgeving van het Naliboki-woud onder generaal Platon (Vasili Jefimovitsj Tsjernisjev). Verscheidene pogingen van de Sovjetpartizanen om Bielski-strijders in hun gelederen op te nemen mislukten, zodat de groep Joodse partizanen zijn integriteit behield onder de leiding van Tuvia Bielski. Dit stelde hem in staat om de levens van Joden te blijven beschermen terwijl ze ook actief bleven in het verzet.
De Sovjetpartizanen splitste de groep in tweeën, genaamd Ordzhonikidze geleid door Alexander Zisel (Zus) en Kalinin geleid door Tuvia. Volgens partizaanse documentatie hebben Bielski-strijders van beide groepen totaal 381 vijandige strijders omgebracht in gevechten waarin zij samen vochten met de Sovjetpartizanen.

### Ontbinding
In de zomer van 1944, toen het Sovjet tegenoffensief begon in Wit-Rusland en het gebied was bevrijd bestond de Kaliningroep onder Tuvia alleen al uit 1.230 mannen, vrouwen en kinderen, met zijn allen kwamen ze uit het woud tevoorschijn en rukten vervolgens op naar Navahrudak.
Asael Bielski diende nog in het Rode Leger van de Sovjets en is gesneuveld in de slag bij Kaliningrad, in 1945 nog Königsberg geheten.

### Naoorlogse periode
Na de oorlog keerde Tuvia Bielski terug naar Polen en emigreerde vervolgens naar het Mandaatgebied Palestina in 1945. De broeders Bielski hebben zich uiteindelijk gevestigd in de Verenigde Staten alwaar ze gezamenlijk een succesvol transportbedrijf begonnen in New York. Broer Aron Bielski, emigreerde in 1951 naar de Verenigde Staten en veranderde zijn naam in "Aron Bell". De Bell familie leeft in upstate New York en Californië. Nadat Tuvia stierf in 1987, werd hij begraven in Long Island, maar een jaar later werd hij op aandringen van de overlevende Partizanen in Israël herbegraven, hier kreeg hij een heldenbegrafenis op Har HaMenuchot (Hebreeuws: הר המנוחות, "Berg van Rust"). Zijn vrouw Lilka werd in 2001 aan zijn zijde begraven. Aron woont in Florida. Geen van de Bielski-broers heeft ooit erkenning gezocht voor hun daden. Yehuda Bielski, neef en collega-partizaan, verhuisde naar het huidige Israël om te vechten voor de Irgun.

## Aantijgingen van oorlogsmisdaden
De Bielski-partizanen worden beschuldigd van oorlogsmisdaden (voornamelijk gewapende overvallen) tegen de naburige gemeenschap en voor deelname aan de moordpartij op 128 mensen uitgevoerd door de Sovjetpartizanen uit het Naliboki-woud in de Poolse plaats Naliboki in 1943. Het onderzoek in de Naliboki-zaak is uitgevoerd door het Poolse instituut voor de Nationale Nagedachtenis.
Zo wordt bijvoorbeeld onthuld in de vraaggesprekken gehouden in de film The Bielski Brothers: Jerusalem in the Woods, dat de Bielski-partizanen meedogenloos konden zijn om maar te overleven. Verraders die partizanen uitleverden aan de nazi’s werden geëxecuteerd na oppervlakkig onderzoek. Een groep Duitse soldaten die zich had overgegeven aan de Bielski’s werden geëxecuteerd, waarschijnlijk omdat de partizanen niet de mogelijkheid hadden om gevangenen te houden in het woud; maar ook omdat veel partizanen familie hadden verloren door de nazi’s en wraak wilde nemen op hen.
Meedogenloos, soms gericht tegen partizanen zelf. In ten minste één geval heeft Alexander Zisel (Zus) een van zijn eigen officieren gedood voor het achterlaten van een burger. De Bielski-partizanen hadden namelijk als doel Joodse burgers te beschermen tegen elke prijs.

## In boeken en films
Er zijn twee boeken geschreven over het Bielski-verhaal: ‘Defiance’ (verzet, trotsering) door Nechama Tec en ‘The Bielski Brothers’ door Peter Duffy. De groep wordt ook genoemd in talloze boeken handelend over de Tweede Wereldoorlog.
In 2006 maakte regisseur Dean Ward een documentaire voor History Channel over de Bielski-broers, genaamd: The Bielski Brothers: Jerusalem in the Woods.
In 2007-2008 werd Defiance verfilmd door Edward Zwick.
Ray Mears maakte een aflevering over de Bielski-partizanen in het kader van de survivaltechnieken die zij toepasten voor zijn programma Bushcraft, uitgezonden door Discovery Channel.